# Риветт-Кернек, Чарльз
Чарльз Джеймс Риветт-Кернек (англ. Charles James Rivett-Carnac; 18 февраля 1853, Берхампур, Индия под управлением Британской Ост-Индской компании — 9 сентября 1935) — британский яхтсмен, чемпион летних Олимпийских игр 1908 года.
На Играх 1908 года в Лондоне Риветт-Кернек соревновался в классе 7 м. Только его команда участвовала, и поэтому она выиграла соревнование.